# ژامانتوز (شهرستان تایین‌چاو)
ژامانتوز (قزاقی: Жамантұз) یک دریاچه در استان قزاقستان شمالی کشور قزاقستان است.